# 김영식 (성우)
김영식(1941년 10월 13일 ~ )은 대한민국의 성우이다. 1963년 KBS에 입사했으며, 현재는 KBS 6기이다. 한국방송 성우극회 소속.

## 주요 출연작품

### 드라마
- 동아방송 특별 수사본부

### KBS 무대
- KBS 무대 장터(1999년 10월 24일)
- KBS 무대 가시나무새(2000년 3월 19일)
- KBS 무대 왕태규씨의 용궁탈출기(2000년 7월 30일)
- KBS 무대 새터장날(2001년 6월 10일)
- KBS 무대 어른들만 듣는 동화(2001년 9월 30일)
- KBS 무대 송년별곡(2001년 12월 30일)
- KBS 무대 남행열차(2002년 12월 1일) - 할아버지
- KBS 무대 별, 그것은 소쩍새가 낳은 알(2003년 7월 20일)
- KBS 무대 섹스블루(2003년 8월 10일)
- KBS 무대 선물(2003년 11월 30일)
- KBS 무대 달팽이 가족(2004년 2월 8일)
- KBS 무대 방자전(2004년 4월 4일)
- KBS 무대 그녀의 선택(2004년 7월 11일) - 혜주부
- KBS 무대 세상에서 가장 아름다운 문패(2004년 9월 5일) - 박씨(50대 후반)(남)
- KBS 무대 달빛귀신(2004년 9월 26일) - 김  공... 70대 남
- KBS 무대 독수리5형제(2005년 1월 2일) - 인서
- KBS 무대 당신 없는 하루(2005년 5월 21일) - 송씨
- KBS 무대 반가운 매화는 어느 곳에 피었는가(2007년 2월 17일)
- KBS 무대 황금모래성(2007년 4월 14일)
- KBS 무대 삼거리 주막 집(2007년 4월 28일)
- KBS 무대 아직은 사랑할 때(2007년 7월 28일)
- KBS 무대 강물을 거슬러 올라가는 연어들처럼(2007년 8월 18일)
- KBS 무대 포구의 사랑(2007년 9월 8일)
- KBS 무대 마지막 계절(2007년 11월 10일)
- KBS 무대 고속도로 로망스(2008년 2월 9일)
- KBS 무대 존경합니다, 총통각하!(2008년 3월 29일)
- KBS 무대 아빠하고 나하고(2008년 10월 25일)

### 기타
- 1975 TBC 고슴도치
- 1977 MBC 뜨네기